# Henry Solomon
Henry Solomon (* um 1998) ist ein amerikanischer Jazzmusiker (Alt- und Baritonsaxophon, auch Klarinette, Flöte, Komposition), der in Los Angeles tätig ist.

## Leben und Wirken
Solomon, der aus der San Francisco Bay Area stammt, begann im Alter von sechs Jahren Klavier zu spielen und im Alter von zwölf Jahren Saxophon. Er absolvierte den Bachelorstudiengang Saxophon und Komposition an der Thornton School of Music der University of Southern California bei Bob Mintzer, Vince Mendoza, Aaron Serfaty, Russell Ferrante und Peter Erskine.
Solomon wurde bekannt durch das Video zu dem Song Summergirl von Haim, in dem er eine prominente Rolle als  Baritonsaxophonist hatte, und sein Solo im Song Los Angeles der Band. Mit Tamaren, Paul Cornish, Logan Kane und Henry Was bildete er das Quintett Thumpasaurus, das 2018 die LP The Book of Thump vorlegte. Gemeinsam mit dem Bassisten Logan Kane veröffentlichte er selben Jahr das Album Outside World. 2020 erschien sein Debütalbum Night Time Head Crunch auf Outside World Records, das teilweise auf komplexen Klangcollagen beruht. Zudem trat er bereits mit Musikern wie Harry Connick, Arturo Sandoval, David Binney, Roy McCurdy, Steve Lehman, Louis Cole, Genevieve Artadi, Anthony Wilson, Juanes, Justin Jay und Vulfpeck auf. Er ist zudem auf Produktionen von Haim, Wallows und Real Bad Man zu hören.
Solomon war mehrfach international auf Tournee und trat in Japan, China, Großbritannien, Frankreich und Belgien auf, aber auch beim Monterey Jazz Festival und dem Montreal Jazz Festival.